# Happyland (circonscription saskatchewanaise)
Pour les articles homonymes, voir Happyland.
Circonscription électorale provinciale du Canada
Happyland est une ancienne circonscription électorale provinciale de la Saskatchewan au Canada. Elle est représentée à l'Assemblée législative de la Saskatchewan de 1917 à 1934.

## Géographie
La circonscription comprenait entre autres la ville de Leader et la municipalité rurale de Happyland No 231 (en).
Le territoire de la circonscription est maintenant inclus dans Cypress Hill et Kindersley.

## Liste des députés
| Parlement                                                                          | Années    | Député                         | Député              | Parti     |
| Happyland                                                                          | Happyland | Happyland                      | Happyland           | Happyland |
| ---------------------------------------------------------------------------------- | --------- | ------------------------------ | ------------------- | --------- |
| 4e                                                                                 | 1917–1921 |                                | Stephen Morrey (en) | Libéral   |
| 5e                                                                                 | 1921–1922 |                                | Stephen Morrey (en) | Libéral   |
| 5e                                                                                 | 1922-1925 | Franklin Robert Shortreed (en) |                     | Libéral   |
| 6e                                                                                 | 1925-1929 | John Joseph Keelan (en)        |                     | Libéral   |
| 7e                                                                                 | 1929–1934 | Donald McPherson Strath        |                     | Libéral   |
| Circonscription redistribuée parmi Kindersley (Kerrobert-Kindersley) et Kindersley |           |                                |                     |           |